# Lophoturus crassipes
Lophoturus crassipes är en mångfotingart som beskrevs av Bruno Condé och Terver 1979. Lophoturus crassipes ingår i släktet Lophoturus och familjen Lophoproctidae. Inga underarter finns listade i Catalogue of Life.